# Kite landboarding

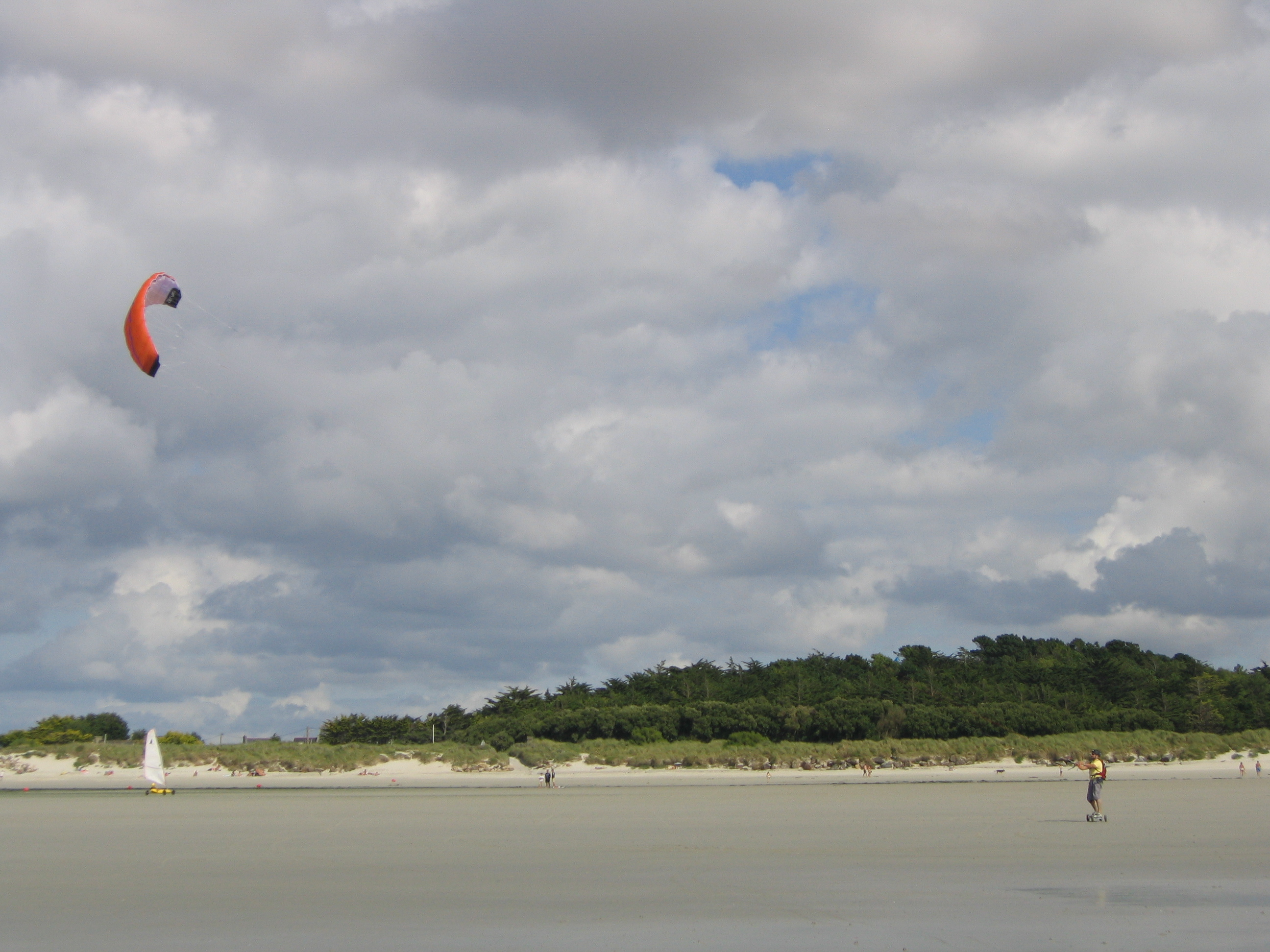
Kite landboarding sur une plage de Bretagne.

 Le kite landboarding est un sport de glisse qui consiste à se faire tracter en mountainboard ou en skateboard par une aile de traction. Ce sport se pratique dans des zones venteuses, dégagées avec un sol relativement dur comme des plages à marée basse ou des champs d'herbes. Ce sport est géré pas le FFVL.
Les ailes de traction les plus utilisées sont légèrement différentes de celles du kitesurf. Le matériel diffère de la pratique aquatique, car il est fréquent d'utiliser une voile à caissons qui est similaire aux parapentes dans sa construction et dont la taille est comprise entre 5 m2 et 12 m2 (tailles les plus courantes). Ce sont ces types d'ailes de traction qui sont utilisées pour le kite buggy. L'utilisation de voiles de type kitesurf (avec des boudins gonflables) reste possible mais comporte quelques inconvénients, notamment au niveau autonomie ou fragilité.
Autre différence avec le kitesurf, il y a moins de frottements que sur l'eau. C'est pourquoi, à vent équivalent, on choisira des ailes moins puissantes (donc plus petites) en kite landboarding qu'en kitesurf. Cette différence de choix est également due à la présence du boudin gonflable qui alourdit l'aile de kite surf, ainsi une surface de 10 m2 en caissons tractera autant qu'une 15 m2 à boudin.